# Monaco az 1988. évi nyári olimpiai játékokon
Monaco a dél-koreai Szöulban megrendezett 1988. évi nyári olimpiai játékok egyik részt vevő nemzete volt. Az országot az olimpián 7 sportágban 9 sportoló képviselte, akik érmet nem szereztek.

## Atlétika
Férfi
| Versenyző     | Versenyszám | Előfutam | Előfutam | Előfutam | Negyeddöntő | Negyeddöntő | Negyeddöntő | Elődöntő | Elődöntő | Elődöntő | Döntő   | Döntő    |
| Versenyző     | Versenyszám | Idő      | Hely.    | Össz.    | Idő         | Hely.       | Össz.       | Idő      | Hely.    | Össz.    | Idő     | Helyezés |
| ------------- | ----------- | -------- | -------- | -------- | ----------- | ----------- | ----------- | -------- | -------- | -------- | ------- | -------- |
| Gilbert Bessi | 100 m       | 11,55    | 8.       | 99.      | kiesett     | kiesett     | kiesett     | kiesett  | kiesett  | kiesett  | kiesett | kiesett  |

## Cselgáncs
| Versenyző        | Versenyszám | Csoport | Selejtező                        | 32-es főtábla                   | Nyolcaddöntő      | Negyeddöntő       | Elődöntő          | Vigaszág nyolcaddöntő | Vigaszág negyeddöntő | Vigaszág elődöntő | Bronz- mérkőzés   | Döntő             | Helyezés |
| Versenyző        | Versenyszám | Csoport | Ellenfél Eredmény                | Ellenfél Eredmény               | Ellenfél Eredmény | Ellenfél Eredmény | Ellenfél Eredmény | Ellenfél Eredmény     | Ellenfél Eredmény    | Ellenfél Eredmény | Ellenfél Eredmény | Ellenfél Eredmény | Helyezés |
| ---------------- | ----------- | ------- | -------------------------------- | ------------------------------- | ----------------- | ----------------- | ----------------- | --------------------- | -------------------- | ----------------- | ----------------- | ----------------- | -------- |
| Gilles Pages     | Légsúly     | A       | erőnyerő                         | Sérgio Pessoa (BRA) · 0000–1020 | kiesett           | kiesett           | kiesett           |                       |                      |                   |                   |                   | 20.      |
| Eric-Louis Bessi | Középsúly   | B       | William Medina (COL) · 0000–1010 | kiesett                         | kiesett           | kiesett           | kiesett           |                       |                      |                   |                   |                   | 33.      |

## Íjászat
Férfi
| Versenyző     | Versenyszám | Selejtező | Selejtező | Nyolcaddöntő | Nyolcaddöntő | Negyeddöntő | Negyeddöntő | Elődöntő | Elődöntő | Döntő   | Döntő    |
| Versenyző     | Versenyszám | Pont      | Hely.     | Pont         | Hely.        | Pont        | Hely.       | Pont     | Hely.    | Pont    | Helyezés |
| ------------- | ----------- | --------- | --------- | ------------ | ------------ | ----------- | ----------- | -------- | -------- | ------- | -------- |
| Gilles Cresto | Egyéni      | 1180      | 65.       | kiesett      | kiesett      | kiesett     | kiesett     | kiesett  | kiesett  | kiesett | kiesett  |

## Kerékpározás

### Pálya-kerékpározás
Férfi
| Versenyző       | Versenyszám   | Idő              | Helyezés |
| --------------- | ------------- | ---------------- | -------- |
| Stéphane Operto | Mezőnyverseny | 4:46:42 (+14:20) | 106.     |

## Sportlövészet
Női
| Versenyző              | Versenyszám | Selejtező | Selejtező | Döntő   | Döntő    |
| Versenyző              | Versenyszám | Pont      | Helyezés  | Pont    | Helyezés |
| ---------------------- | ----------- | --------- | --------- | ------- | -------- |
| Fabienne Diato-Pasetti | Légpuska    | 375       | 43.       | kiesett | kiesett  |

## Vitorlázás
Férfi
| Versenyző          | Versenyszám | Futam | Futam | Futam | Futam | Futam   | Futam  | Futam | Pontszám | Helyezés |
| Versenyző          | Versenyszám | 1     | 2     | 3     | 4     | 5       | 6      | 7     | Pontszám | Helyezés |
| ------------------ | ----------- | ----- | ----- | ----- | ----- | ------- | ------ | ----- | -------- | -------- |
| Didier Gamerdinger | Divízió II  | 45,0  | 38,0  | 32,0  | 36,0  | (52,0*) | 39,0   | 38,0  | 228,0    | 32.      |
| Philippe Battaglia | Finn dingi  | 34,0  | 35,0  | 30,0  | 31,0  | (40,0*) | 40,0** | 28,0  | 198,0    | 30.      |

* - nem ért célba

* - kizárták (korai rajt)

## Vívás
Férfi
| Versenyző       | Versenyszám  | Selejtező | Selejtező | Selejtező         | Selejtező | Selejtező         | Selejtező | Főtábla           | Főtábla           | Vigaszág          | Vigaszág          | Negyeddöntő       | Elődöntő          | Döntő             | Helyezés |                   |                   |                   |
| Versenyző       | Versenyszám  | 1. kör | 1. kör    | 2. kör            | 2. kör    | 3. kör            | 3. kör    | 1. kör            | 2. kör            | 1. kör            | 2. kör            | Negyeddöntő       | Elődöntő          | Döntő             | Helyezés |                   |                   |                   |
| Versenyző       | Versenyszám  | Ellenfél Eredmény | Hely.     | Ellenfél Eredmény | Hely.     | Ellenfél Eredmény | Hely.     | Ellenfél Eredmény | Ellenfél Eredmény | Ellenfél Eredmény | Ellenfél Eredmény | Ellenfél Eredmény | Ellenfél Eredmény | Ellenfél Eredmény | Helyezés | Ellenfél Eredmény | Ellenfél Eredmény | Ellenfél Eredmény |
| --------------- | ------------ | --- | --------- | ----------------- | --------- | ----------------- | --------- | ----------------- | ----------------- | ----------------- | ----------------- | ----------------- | ----------------- | ----------------- | -------- | ----------------- | ----------------- | ----------------- |
| Olivier Martini | Kard, egyéni | 5. csoport · I Bjongnam (Lee Byeong-Nam) (KOR) · 4–5 · Tadeusz Piguła (POL) · 1–5 · Giovanni Scalzo (ITA) · 2–5 · Jürgen Nolte (FRG) · 1–5 · Jean-François Lamour (FRA) · 2–5 | 6.        | kiesett           | kiesett   | kiesett           | kiesett   | kiesett           | kiesett           | kiesett           | kiesett           | kiesett           | kiesett           | kiesett           | 35.      |                   |                   |                   |